# Rajd Włoch 2001
Rezultaty Rajdu Włoch (43º Rallye Sanremo – Rallye d’Italia), eliminacji Rajdowych Mistrzostw Świata w 2001 roku, który odbył się w dniach 4 – 7 października. Była to jedenasta runda czempionatu w tamtym roku i czwarta asfaltowa, a także jedenasta w Production World Rally Championship oraz czwarta w Junior World Rally Championship. Bazą rajdu było miasto San Remo. Zwycięzcami rajdu została francuska załoga Gilles Panizzi i Hervé Panizzi w Peugeocie 206 WRC. Wyprzedzili oni francusko-monakijską załogę Sébastiena Loeba i Daniela Elenę w Citroënie Xsarze WRC oraz inną załogę Peugeota, Francuzów Didiera Auriola i Denisa Giraudeta. Z kolei w Production WRC zwyciężyli Włosi Alex Fiorio i Enrico Cantoni, jadący Mitsubishi Lancerem Evo VI, a w Junior WRC inna włoska załoga, Andrea Dallavilla – Giovanni Bernacchini we Fiacie Punto S1600.
Rajdu nie ukończyło osiem załóg fabrycznych. Brytyjczyk Richard Burns w Subaru Imprezie WRC na 1. odcinku specjalnym uległ wypadkowi. Fin Tommi Mäkinen w Mitsubishi Lancerze WRC wycofał się na 15. odcinku specjalnym na skutek urwania koła. Kierowca Hyundaia Accenta WRC, Włoch Piero Liatti, odpadł z rajdu na 1. oesie z powodu wypadku, a jego partner z zespołu, Brytyjczyk Alister McRae, na 12. oesie – z powodu awarii hamulców. Na 1. oesie wycofał się Niemiec Armin Schwarz, jadący Škodą Octavią WRC. Przyczyną wycofania się była awaria alternatora. Z rajdu odpadli również dwaj kierowcy Citroëna Xsary WRC, Francuz Philippe Bugalski i Hiszpan Jesús Puras. Powodem wycofania się Francuza było nieprawidłowe ciśnienie paliwa, a Hiszpana – wypadek. Z kolei Estończyk Markko Märtin w Subaru Imprezie WRC miał wypadek na 15. oesie.

## Klasyfikacja ostateczna
| Miejsce                     | Zawodnik                  | Pilot                     | Samochód                  | Czas                      | Strata                    | Grupa                     | Punkty                    |
| WRC (pierwsza dziesiątka)   | WRC (pierwsza dziesiątka) | WRC (pierwsza dziesiątka) | WRC (pierwsza dziesiątka) | WRC (pierwsza dziesiątka) | WRC (pierwsza dziesiątka) | WRC (pierwsza dziesiątka) | WRC (pierwsza dziesiątka) |
| --------------------------- | ------------------------- | ------------------------- | ------------------------- | ------------------------- | ------------------------- | ------------------------- | ------------------------- |
| 1.                          | Gilles Panizzi            | Hervé Panizzi             | Peugeot 206 WRC           | 4:05:49.5                 |                           | A8 M                      | 10                        |
| 2.                          | Sébastien Loeb            | Daniel Elena              | Citroën Xsara WRC         | 4:06:00.9                 | +11.4                     | A8                        | 6                         |
| 3.                          | Didier Auriol             | Denis Giraudet            | Peugeot 206 WRC           | 4:06:44.4                 | +54.9                     | A8 M                      | 4                         |
| 4.                          | Carlos Sainz              | Luís Moya                 | Ford Focus WRC            | 4:07:01.4                 | +1:11.9                   | A8 M                      | 3                         |
| 5.                          | Renato Travaglia          | Flavio Zanella            | Peugeot 206 WRC           | 4:07:21.6                 | +1:32.1                   | A8                        | 2                         |
| 6.                          | François Delecour         | Daniel Grataloup          | Ford Focus WRC            | 4:08:18.1                 | +2:28.6                   | A8                        | 1                         |
| 7.                          | Marcus Grönholm           | Timo Rautiainen           | Peugeot 206 WRC           | 4:08:36.8                 | +2:47.3                   | A8                        |                           |
| 8.                          | Colin McRae               | Nicky Grist               | Ford Focus WRC            | 4:09:43.2                 | +3:53.7                   | A8 M                      |                           |
| 9.                          | Petter Solberg            | Phil Mills                | Subaru Impreza WRC        | 4:09:49.4                 | +3:59.9                   | A8 M                      |                           |
| 10.                         | Simon Jean-Joseph         | Jack Boyère               | Peugeot 206 WRC           | 4:09:51.0                 | +4:01.5                   | A8                        |                           |
| PWRC (punktujący zawodnicy) |                           |                           |                           |                           |                           |                           |                           |
| 1. (17.)                    | Alex Fiorio               | Enrico Cantoni            | Mitsubishi Lancer Evo VI  | 4:28:20.3                 |                           | N4                        | 10                        |
| 2. (23.)                    | Gabriel Pozzo             | Daniel Stillo             | Mitsubishi Lancer Evo VI  | 4:33:29.0                 | +5:08.7                   | N4                        | 6                         |
| 3. (28.)                    | Alfredo De Dominicis      | Alex Mari                 | Mitsubishi Lancer Evo VI  | 4:35:39.0                 | +7:18.7                   | N4                        | 4                         |
| 4. (30.)                    | Stig Blomqvist            | Ana Goñi                  | Mitsubishi Lancer Evo VI  | 4:46:13.0                 | +17:52.7                  | N4                        | 3                         |
| 5. (34.)                    | Eugenio Lozza             | Antonella Fiorendi        | Renault Clio RS           | 4:50:35.2                 | +22:14.9                  | N4                        | 2                         |
| 6. (34.)                    | Mirco Virag               | Massimo Bergna            | Mitsubishi Lancer Evo VI  | 4:54:54.3                 | +26:34.0                  | N4                        | 1                         |
| JWRC (punktujący zawodnicy) |                           |                           |                           |                           |                           |                           |                           |
| 1. (16.)                    | Andrea Dallavilla         | Giovanni Bernacchini      | Fiat Punto S1600          | 4:24:14.8                 |                           | A6                        | 10                        |
| 2. (18.)                    | François Duval            | Jean-Marc Fortin          | Ford Puma S1600           | 4:28:42.1                 | +4:27.3                   | A6                        | 6                         |
| 3. (19.)                    | Larry Cols                | Yasmine Gérard            | Peugeot 206 XS S1600      | 4:29:28.9                 | +5:14.1                   | A6                        | 4                         |
| 4. (20.)                    | Niall McShea              | Michael Orr               | Citroën Saxo VTS S1600    | 4:30:23.3                 | +6:08.5                   | A6                        | 3                         |
| 5. (21.)                    | Patrick Magaud            | Guylène Brun              | Ford Puma S1600           | 4:30:46.8                 | +6:32.0                   | A6                        | 2                         |
| 6. (22.)                    | Sergio Vallejo            | Diego Vallejo             | Fiat Punto S1600          | 4:33:25.8                 | +09:11.0                  | A6                        | 1                         |

1. ↑  Litera M przy oznaczeniu grupy do której należy samochód oznacza, iż tylko ci kierowcy zdobywali punkty dla swoich zespołów liczonych w klasyfikacji producentów na koniec sezonu.

## Zwycięzcy odcinków specjalnych
| Dzień     | Odcinek | G. rozp. | Nazwa           | Długość  | Zwycięzca         | Czas    | Lider rajdu    |
| --------- | ------- | -------- | --------------- | -------- | ----------------- | ------- | -------------- |
| 1 (5 PAŹ) | SS1     | 08:24    | Coldirodi 1     | 12.41 km | Gilles Panizzi    | 7:55.7  | Gilles Panizzi |
| 1 (5 PAŹ) | SS2     | 09:12    | Langan 1        | 25.29 km | Jesús Puras       | 16:48.2 | Jesús Puras    |
| 1 (5 PAŹ) | SS3     | 09:51    | Rezzo 1         | 12.29 km | Gilles Panizzi    | 9:12.4  | Jesús Puras    |
| 1 (5 PAŹ) | SS4     | 11:50    | San Bernardo 1  | 19.44 km | Jesús Puras       | 11:34.8 | Jesús Puras    |
| 1 (5 PAŹ) | SS5     | 12:45    | Nava 1          | 19.03 km | Philippe Bugalski | 12:00.5 | Gilles Panizzi |
| 1 (5 PAŹ) | SS6     | 15:50    | Coldirodi 2     | 12.41 km | Philippe Bugalski | 7:53.5  | Gilles Panizzi |
| 1 (5 PAŹ) | SS7     | 16:38    | Langan 2        | 25.29 km | Jesús Puras       | 16:41.9 | Jesús Puras    |
| 1 (5 PAŹ) | SS8     | 17:17    | Rezzo 2         | 12.29 km | Philippe Bugalski | 9:11.2  | Jesús Puras    |
| 2 (6 PAŹ) | SS9     | 08:07    | Passo Teglia 1  | 14.32 km | Jesús Puras       | 10:25.6 | Jesús Puras    |
| 2 (6 PAŹ) | SS10    | 08:32    | Molini 1        | 25.29 km | Sébastien Loeb    | 16:52.6 | Gilles Panizzi |
| 2 (6 PAŹ) | SS11    | 09:35    | Perinaldo 1     | 12.16 km | Didier Auriol     | 7:43.9  | Gilles Panizzi |
| 2 (6 PAŹ) | SS12    | 11:52    | San Bernardo 2  | 19.44 km | Petter Solberg    | 11:35.8 | Gilles Panizzi |
| 2 (6 PAŹ) | SS13    | 12:47    | Nava 2          | 19.03 km | Gilles Panizzi    | 11:58.0 | Gilles Panizzi |
| 2 (6 PAŹ) | SS14    | 15:35    | Passo Teglia 2  | 14.32 km | Didier Auriol     | 10:23.0 | Gilles Panizzi |
| 2 (6 PAŹ) | SS15    | 16:00    | Molini 2        | 25.29 km | Sébastien Loeb    | 16:43.7 | Gilles Panizzi |
| 2 (6 PAŹ) | SS16    | 17:03    | Perinaldo 2     | 12.16 km | Gilles Panizzi    | 7:41.6  | Gilles Panizzi |
| 3 (7 PAŹ) | SS17    | 08:32    | San Romolo 1    | 28.64 km | Sébastien Loeb    | 19:04.7 | Gilles Panizzi |
| 3 (7 PAŹ) | SS18    | 09:45    | Colle d'Oggia 1 | 15.19 km | Carlos Sainz      | 10:04.3 | Gilles Panizzi |
| 3 (7 PAŹ) | SS19    | 12:33    | San Romolo 2    | 28.64 km | Sébastien Loeb    | 20:20.6 | Gilles Panizzi |
| 3 (7 PAŹ) | SS20    | 13:46    | Colle d'Oggia 2 | 15.19 km | François Delecour | 10:13.0 | Gilles Panizzi |

## Klasyfikacja po 11 rundach
Tabele przedstawiają tylko pięć pierwszych miejsc.

### Kierowcy
| Lp. | Kierowca        | Pkt |
| --- | --------------- | --- |
| 1   | Colin McRae     | 40  |
| 2   | Tommi Mäkinen   | 40  |
| 3   | Carlos Sainz    | 33  |
| 4   | Richard Burns   | 31  |
| 5   | Harri Rovanperä | 27  |

### Producenci
| Lp. | Producent                    | Pkt |
| --- | ---------------------------- | --- |
| 1   | Ford Martini                 | 83  |
| 2   | Marlboro Mitsubishi Ralliart | 67  |
| 3   | Peugeot Total                | 60  |
| 4   | Subaru World Rally Team      | 48  |
| 5   | Škoda Motorsport             | 15  |